# Arroyo Palma Sola Chico
Der Arroyo Palma Sola Chico ist ein Fluss in Uruguay.
Er entspringt in der Cuchilla de las Pavas im Departamento Artigas westsüdwestlich der Stadt Baltasar Brum. Von dort fließt er in westsüdwestliche Richtung und mündet als linksseitiger Nebenfluss in den Arroyo Palma Sola Grande.